# Mezinárodní tenisová síň slávy
Mezinárodní tenisová síň slávy (anglicky: International Tennis Hall of Fame) je nezisková organizace, do níž jsou přijímáni bývalí hráči, kteří zanechali výraznou stopu ve světovém tenise i další osobnosti s příspěvkem tenisu. Spolu s muzeem se nachází v Newportu na Rhode Islandu.
Sídlem síně slávy je tenisový klub Newport Casino, první dějiště grandslamu US Open. Založena byla v roce 1954 prezidentem místního klubu Jimmym Van Alenem jako síň slávy amerického tenisu za podpory Amerického tenisového svazu. Mezinárodní tenisová federace ji uznala v roce 1986.
Do síně slávy jsou uváděny nové osobnosti během závěrečného víkendu newportského turnaje Hall of Fame Open. K roku 2024 měla 267 členů z 28 států. Volba v kategorii tenistů probíhá každoročně, zatímco v kategoriích vozíčkářů a osob přijatých za přínos jednou za čtyři roky. V roce 2024 byli za členy zvoleni americká dvojčata Bob a Mike Bryanovi a Ruska Maria Šarapovová, s uvedením do síně slávy v roce 2025.

## Historie
Síň slávy s muzeem sídlí v tenisovém klubu Newport Casino, který leží v rhodeislandském Newportu. Oddíl je spojen s počátky tenisu na americkém kontinentu. Sedmiakrový sportovní klub byl pro místní obyvatele otevřen v červenci 1880 jako součást letní rezidenční oblasti podle architektonického návrhu Charlese McKima. Interiéry zpracoval Stanford White. Komplex budov je příkladem viktoriánského slohu za použití střešních šindelů. Slovo „Casino“ pocházelo z italského „la casina“, znamenající „malý dům“, a nemělo souvislost s hazardem. Americký tenisový svaz v newportském areálu uspořádal roku 1881 úvodní ročník mužského tenisového grandslamu US National Lawn Tennis Championships, jenž na travnatých dvorcích klubu probíhal do příchodu první světové války v roce 1914.
S ústupem turismu v 50. letech dvacátého století se klub ocitl ve finančních potížích. Riziko demolice a přebudování pro maloobchodní účely odvrátil majetný manželský pár letních rezidentů, Jimmy a Candy Van Alenovi, který budovy areálu odkoupil. Jejich myšlenka vzniku tenisové síně slávy amerického tenisu vedla v roce 1954 k založení neziskové organizace a muzea. První členové byli přijati následující rok.
Jimmy Van Alen zamýšlel vybudovat síň slávy jako „svatyni sloužící ideálům hry“. Stal se prezidentem tenisového klubu a v roce 1957 byl zvolen do čela této neziskové instituce. Vyjednal také podporu od Amerického tenisového svazu, který síň oficiálně uznal. Další vývoj vedl k mezinárodnímu charakteru síně slávy. V roce 1986 pak byla uznána ze strany Mezinárodní tenisové federace.
Globálními ambasadory síně slávy se stali Švýcarka Martina Hingisová v roce 2015 a Brazilec Gustavo Kuerten následující rok.

## Muzeum
Muzejní budovy obsahují kolekci předmětů, sportovního vybavení, trofejí, videí, fotografií a zvukových nahrávek, které dokumentují důležité okamžiky a klíčové milníky tenisové historie na výstavní ploše 1 200 m2.

## Ceny
Udělované ceny.
- Global Organization of Distinction – pro tenisové organizace,
- Eugene L. Scott Award – pro významné tenisty s kritickým, ale čestným, smýšlením na hru,
- Joseph F. Cullman 3rd Award – pro společnosti podporující tenis,
- Davis Cup Award of Excellence – pro členy týmů nejlépe naplňující ideály a ducha soutěže,
- Fed Cup Award of Excellence – pro členy týmů nejlépe naplňující ideály a ducha soutěže,
- Golden Achievement Award – pro osoby s přínosem v administrativě, propagaci, rozvoji a vzdělávání v tenisu,
- Chairman's Award – pro členy rady síně slávy za mimořádnou službu,
- Samuel Hardy Award – pro dobrovolníky USTA za podporu rozvoje amerického tenisu,
- Tennis Educational Merit Award – pro Američany s přínosem na poli tenisového vzdělávání a šíření tenisu k veřejnosti.

## Galerie

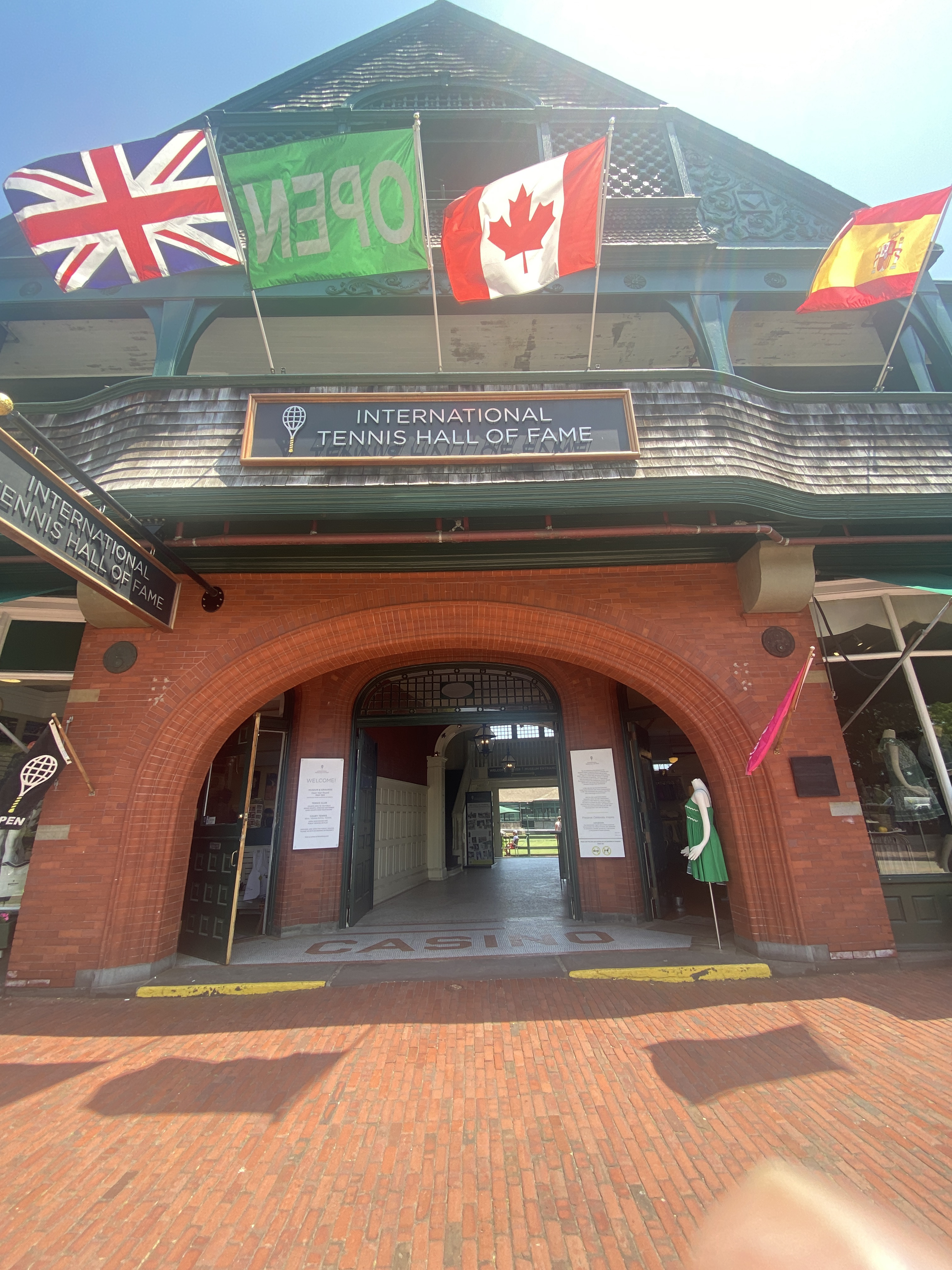
Vstup do Newport Casina z ulice Bellevue Avenue
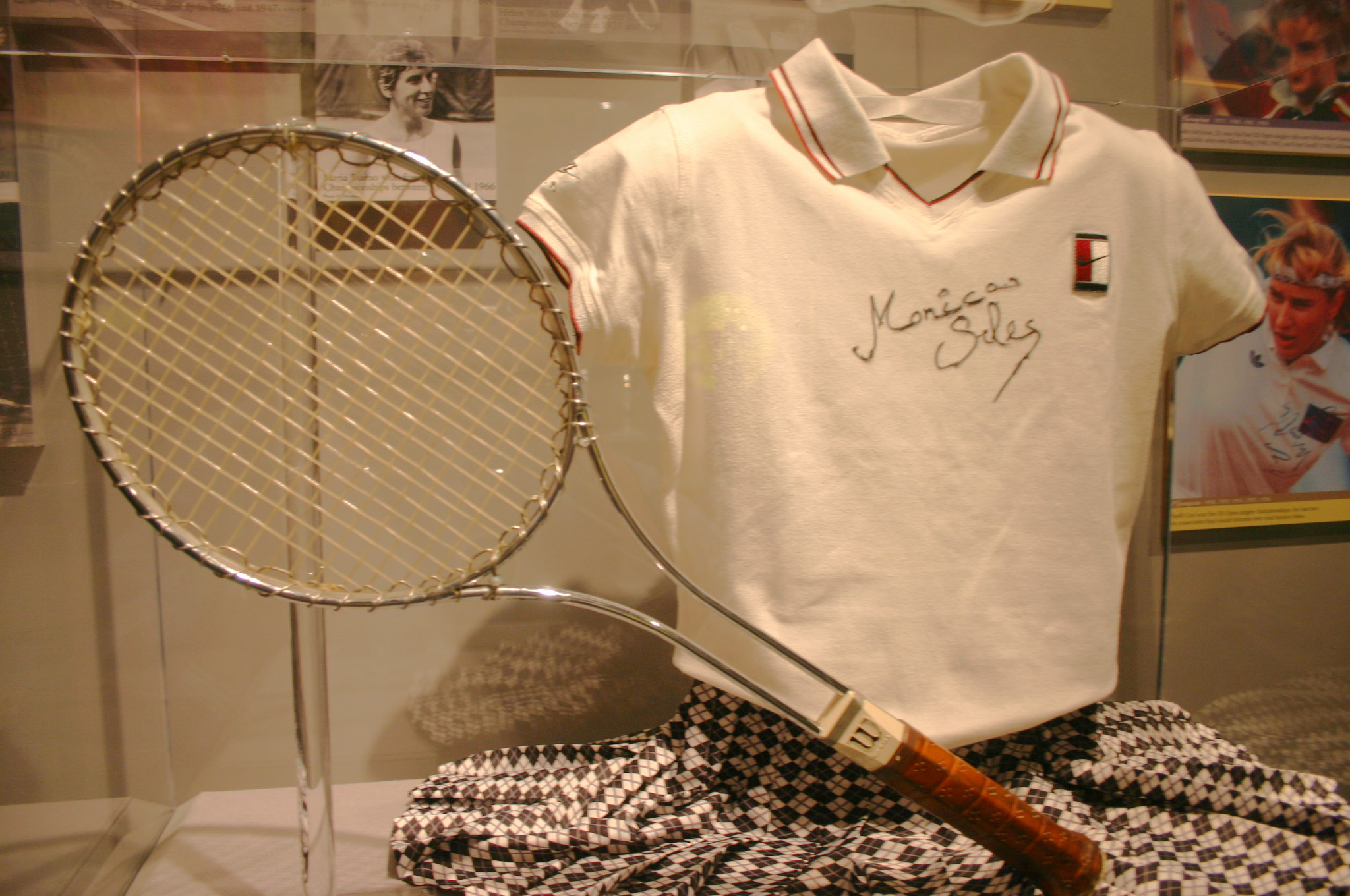
Connorsova ocelová raketa Wilson T2000. Oděv Selešové na US Open 1995, v němž se vrátila na grandslam po 28měsíční absenci v důsledku napadení
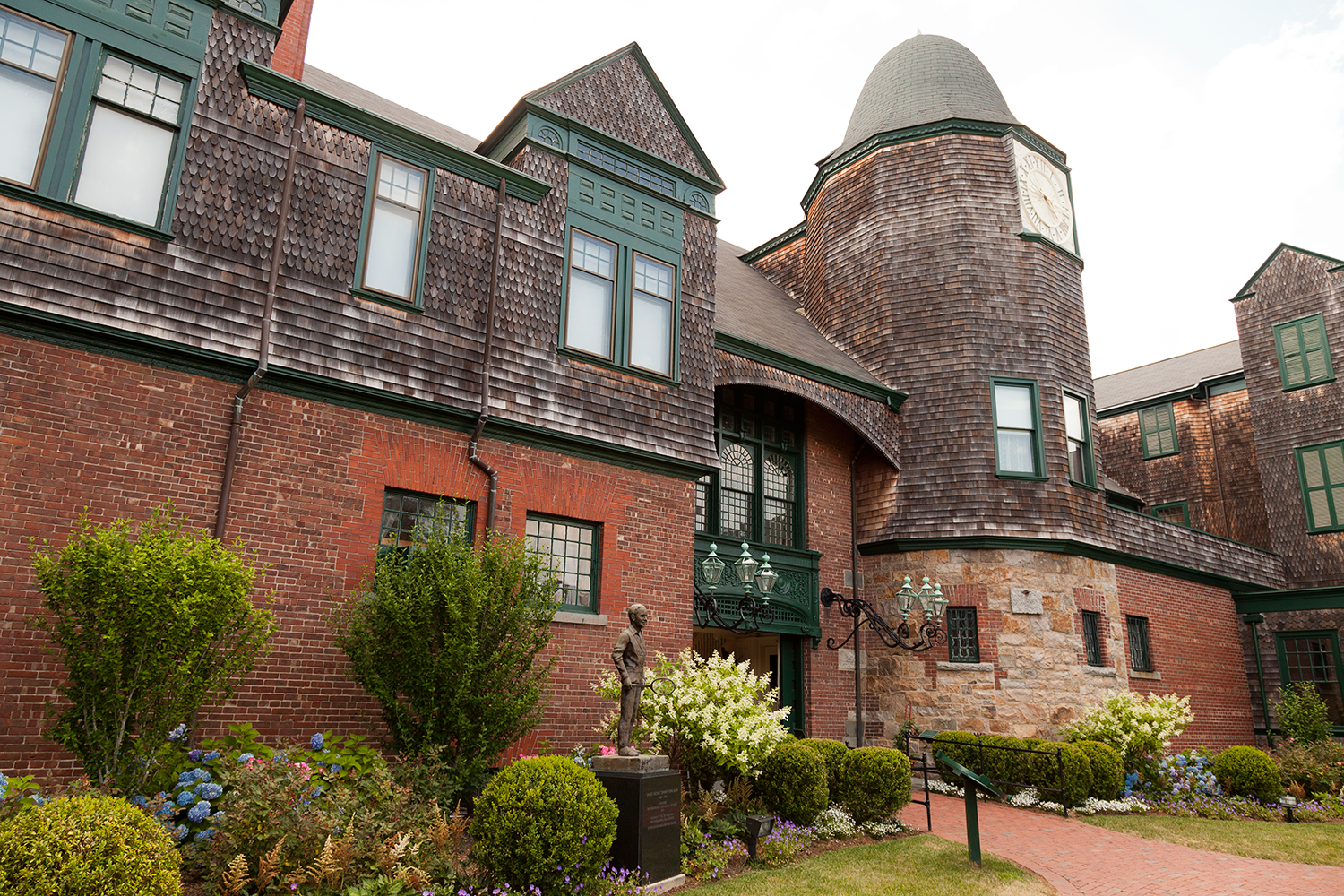
Vnitřní dvůr klubu
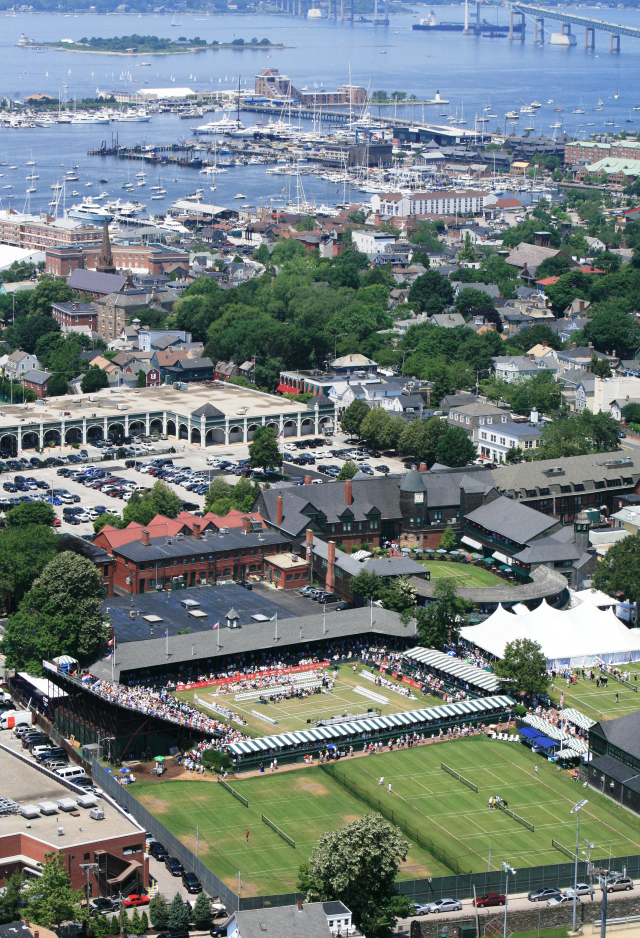
Celkový pohled na areál

## Hall of Fame Open
V roce 1976 byl v Newport Casino založen profesionální turnaj mužů Hall of Fame Tennis Championships, jediná travnatá událost v Severní Americe, jež do roku 1989 probíhala na okruhu Grand Prix a následně se stala součástí ATP Tour. Nejvyšší počet čtyř titulů vyhrál Američan John Isner.

## Členové

### Kategorie hráčů
| Tenista                             | národnost                    | kategorie         | rok uvedení | zdroj   |
| ----------------------------------- | ---------------------------- | ----------------- | ----------- | ------- |
| Agassi, Andre                       | Spojené státy                | Recent Player     | 2011        | [ 16 ]  |
| Akhurstová, Daphne                  | Austrálie                    | Master Player     | 2013        | [ 17 ]  |
| Alexander, Frederick „Fred“         | Spojené státy                | Master Player     | 1961        | [ 18 ]  |
| Allison, Wilmer                     | Spojené státy                | Master Player     | 1963        | [ 19 ]  |
| Alonso, Manuel                      | Španělsko                    | Master Player     | 1977        | [ 20 ]  |
| Anderson, James                     | Austrálie                    | Master Player     | 2013        | [ 21 ]  |
| Anderson, Malcolm                   | Austrálie                    | Master Player     | 2000        | [ 22 ]  |
| Ashe, Arthur                        | Spojené státy                | Recent Player     | 1985        | [ 23 ]  |
| Atkinsonová, Juliette               | Spojené státy                | Master Player     | 1974        | [ 24 ]  |
| Austin, Henry „Bunny“               | Velká Británie               | Master Player     | 1997        | [ 25 ]  |
| Austinová, Tracy                    | Spojené státy                | Recent Player     | 1992        | [ 26 ]  |
| Baddeley, Wilfred                   | Velká Británie               | Master Player     | 2013        | [ 27 ]  |
| Barger-Wallachová, Maud             | Spojené státy                | Master Player     | 1958        | [ 28 ]  |
| Becker, Boris                       | Německo                      | Recent Player     | 2003        | [ 29 ]  |
| Behr, Karl                          | Spojené státy                | Master Player     | 1969        | [ 30 ]  |
| Betz Addieová, Pauline              | Spojené státy                | Recent Player     | 1965        | [ 31 ]  |
| Bingleyová Hillyard, Blanche        | Velká Británie               | Master Player     | 2013        | [ 32 ]  |
| Bjurstedt Malloryová, Molla         | Norsko/Spojené státy         | Master Player     | 1958        | [ 33 ]  |
| Borg, Björn                         | Švédsko                      | Recent Player     | 1987        | [ 34 ]  |
| Borotra, Jean                       | Francie                      | Master Player     | 1976        | [ 35 ]  |
| Bromwich, John                      | Austrálie                    | Master Player     | 1984        | [ 36 ]  |
| Brookes, Norman                     | Austrálie                    | Master Player     | 1977        | [ 37 ]  |
| Broughová, Louise                   | Spojené státy                | Recent Player     | 1967        | [ 38 ]  |
| Browneová, Mary K.                  | Spojené státy                | Master Player     | 1957        | [ 39 ]  |
| Brugnon, Jacques                    | Francie                      | Master Player     | 1976        | [ 40 ]  |
| Budge, John Donald „Don“            | Spojené státy                | Recent Player     | 1964        | [ 41 ]  |
| Buenová, Maria Esther               | Brazílie                     | Recent Player     | 1978        | [ 42 ]  |
| Bundy Cheneyová, Dorothy            | Spojené státy                | Master Player     | 2004        | [ 43 ]  |
| Cahillová, Mabel                    | Irsko                        | Master Player     | 1976        | [ 44 ]  |
| Campbell, Oliver                    | Spojené státy                | Master Player     | 1955        | [ 45 ]  |
| Capriatiová, Jennifer               | Spojené státy                | Recent Player     | 2012        | [ 46 ]  |
| Casalsová, Rosemary „Rosie“         | Spojené státy                | Recent Player     | 1996        | [ 47 ]  |
| Chance, Malcolm                     | Spojené státy                | Master Player     | 1961        | [ 48 ]  |
| Chang, Michael                      | Spojené státy                | Recent Player     | 2008        | [ 49 ]  |
| Clark, Clarence                     | Spojené státy                | Master Player     | 1983        | [ 50 ]  |
| Clark, Joseph                       | Spojené státy                | Master Player     | 1955        | [ 51 ]  |
| Clijstersová, Kim                   | Belgie                       | Recent Player     | 2017        | [ 52 ]  |
| Clothier, William                   | Spojené státy                | Master Player     | 1956        | [ 53 ]  |
| Cochet, Henri                       | Francie                      | Master Player     | 1976        | [ 54 ]  |
| Connolly Brinkerová, Maureen        | Spojené státy                | Recent Player     | 1968        | [ 55 ]  |
| Connors, James „Jimmy“              | Spojené státy                | Recent Player     | 1998        | [ 56 ]  |
| Cooper, Ashley                      | Austrálie                    | Master Player     | 1991        | [ 57 ]  |
| Cooper Sterryová, Charlotte         | Velká Británie               | Master Player     | 2013        | [ 58 ]  |
| Courier, Jim                        | Spojené státy                | Recent Player     | 2005        | [ 59 ]  |
| Coyne Longová, Thelma               | Austrálie                    | Master Player     | 2013        | [ 60 ]  |
| Crawford, Jack                      | Austrálie                    | Master Player     | 1979        | [ 61 ]  |
| Davenportová, Lindsay               | Spojené státy                | Recent Player     | 2014        | [ 62 ]  |
| Davidson, Owen                      | Austrálie                    | Master Player     | 2010        | [ 63 ]  |
| Davidson, Sven                      | Švédsko                      | Master Player     | 2007        | [ 64 ]  |
| Davis, Dwight F.                    | Spojené státy                | Master Player     | 1956        | [ 65 ]  |
| Dodová, Charlotte „Lottie“          | Velká Británie               | Master Player     | 1983        | [ 66 ]  |
| Doeg, John                          | Spojené státy                | Master Player     | 1962        | [ 67 ]  |
| Doherty, Lawrence „Laurence“        | Velká Británie               | Master Player     | 1980        | [ 68 ]  |
| Doherty, Reginald                   | Velká Británie               | Naster Player     | 1980        | [ 69 ]  |
| Douglass Chambersová, Dorothea      | Velká Británie               | Master Player     | 1981        | [ 70 ]  |
| bDraney, Rick                       | Spojené státy                | Wheelchair Tennis | 2023        | [ 71 ]  |
| Drobný, Jaroslav                    | Československo/Egypt         | Master Player     | 1983        | [ 72 ]  |
| Dürrová, Françoise                  | Francie                      | Master Player     | 2003        | [ 73 ]  |
| Dwight, James                       | Spojené státy                | Master Player     | 1955        | [ 74 ]  |
| Edberg, Stefan                      | Švédsko                      | Recent Player     | 2004        | [ 75 ]  |
| Emerson, Roy                        | Austrálie                    | Recent Player     | 1982        | [ 76 ]  |
| Etchebaster, Pierre                 | Francie                      | Master Player     | 1978        | [ 77 ]  |
| Evertová, Christine „Chris“         | Spojené státy                | Recent Player     | 1995        | [ 78 ]  |
| Falkenburg, Robert „Bob“            | Spojené státy/Brazílie       | Recent Player     | 1974        | [ 79 ]  |
| Fernándezová, Beatriz „Gigi“        | Spojené státy (Portoriko)    | Recent Player     | 2010        | [ 80 ]  |
| Fraser, Neale                       | Austrálie                    | Master Player     | 1984        | [ 81 ]  |
| Fry-Irvinová, Shirley               | Spojené státy                | Master Player     | 1970        | [ 82 ]  |
| Garland, Chuck                      | Spojené státy                | Master Player     | 1969        | [ 83 ]  |
| Gibsonová, Althea                   | Spojené státy                | Recent Player     | 1971        | [ 84 ]  |
| Gimeno, Andres                      | Španělsko                    | Master Player     | 2009        | [ 85 ]  |
| Gonzales, Richard „Pancho“          | Spojené státy                | —                 | 1968        | [ 86 ]  |
| Goolagongová, Evonne                | Austrálie                    | Recent Player     | 1988        | [ 87 ]  |
| Gore, Arthur                        | Velká Británie               | Master Player     | 2006        | [ 88 ]  |
| Grafová, Stefanie „Steffi“          | Německo                      | Recent Player     | 2004        | [ 89 ]  |
| Grant, Bryan „Bitsy“                | Spojené státy                | Master Player     | 1972        | [ 90 ]  |
| Hackett, Harold                     | Spojené státy                | Master Player     | 1961        | [ 91 ]  |
| Hall, David                         | Austrálie                    | Recent Player     | 2015        | [ 92 ]  |
| Hansellová, Ellen                   | Spojené státy                | Master Player     | 1965        | [ 93 ]  |
| Hardová, Darlene                    | Spojené státy                | Recent Player     | 1973        | [ 94 ]  |
| Hartová, Doris                      | Spojené státy                | Recent Player     | 1969        | [ 95 ]  |
| Haydon Jonesová, Ann                | Velká Británie               | Recent Player     | 1985        | [ 96 ]  |
| Heninová, Justine                   | Belgie                       | Recent Player     | 2016        | [ 97 ]  |
| Hewitt, Lleyton                     | Austrálie                    | Recent Player     | 2021        | [ 98 ]  |
| Hingisová, Martina                  | Švýcarsko                    | Recent Player     | 2013        | [ 99 ]  |
| Hoad, Lewis „Lew“                   | Austrálie                    | Master Player     | 1980        | [ 100 ] |
| Hopman, Harry                       | Austrálie                    | Master Player     | 1978        | [ 101 ] |
| Hotchkiss Wightmanová, Hazel        | Spojené státy                | Masters Player    | 1957        | [ 102 ] |
| Hovey, Frederick                    | Spojené státy                | Master Player     | 1974        | [ 103 ] |
| Hunt, Joseph „Joe“                  | Spojené státy                | Master Player     | 1966        | [ 104 ] |
| Hunter, Frank                       | Spojené státy                | Recent Player     | 1961        | [ 105 ] |
| Hull Jacobsová, Helen               | Spojené státy                | Master Player     | 1962        | [ 106 ] |
| Ivanišević, Goran                   | Jugoslávie/Chorvatsko        | Recent Player     | 2020        | [ 107 ] |
| Johnston, William „Bill“            | Spojené státy                | Master Player     | 1958        | [ 108 ] |
| Jones Farquharová, Marion           | Spojené státy                | Master Player     | 2006        | [ 109 ] |
| Kafelnikov, Jevgenij                | Rusko                        | Recent Player     | 2019        | [ 110 ] |
| Kingová, Billie Jean                | Spojené státy                | Recent Player     | 1987        | [ 111 ] |
| Kalkman-Van Den Boschová, Monique   | Nizozemsko                   | Recent Player     | 2017        | [ 112 ] |
| Kodeš, Jan                          | Československo               | Recent Player     | 1990        | [ 113 ] |
| Koželuh, Karel                      | Československo               | Master Player     | 2006        | [ 114 ] |
| Krahwinkelová Sperlingová, Hilde    | Německo/Dánsko               | Master Player     | 2013        | [ 115 ] |
| Kramer, John Albert „Jack“          | Spojené státy                | Recent Player     | 1968        | [ 116 ] |
| Kuerten, Gustavo „Guga“             | Brazílie                     | Recent Player     | 2012        | [ 117 ] |
| Lacoste, René                       | Francie                      | Master Player     | 1976        | [ 118 ] |
| Larned, William „Bill“              | Spojené státy                | Master Player     | 1956        | [ 119 ] |
| Larsen, Arthur „Art“                | Spojené státy                | Recent Player     | 1969        | [ 120 ] |
| Laver, Rodney „Rod“                 | Austrálie                    | Recent Player     | 1981        | [ 121 ] |
| Lawford, Herbert                    | Velká Británie               | Master Player     | 2006        | [ 122 ] |
| Lendl, Ivan                         | Československo/Spojené státy | Recent Player     | 2001        | [ 123 ] |
| Lenglen, Suzanne                    | Francie                      | Master Player     | 1978        | [ 124 ] |
| Li, Na                              | Čína                         | Recent Player     | 2019        | [ 110 ] |
| Lott, George                        | Spojené státy                | Master Player     | 1964        | [ 125 ] |
| Mako, Constantine „Gene“            | Spojené státy                | Master Player     | 1973        | [ 126 ] |
| Mandlíková, Hana                    | Československo/Austrálie     | Recent Player     | 1994        | [ 127 ] |
| Marbleová, Alice                    | Spojené státy                | Recent Player     | 1964        | [ 128 ] |
| Martínezová, Conchita               | Španělsko                    | Recent Player     | 2020        | [ 129 ] |
| Mathieuová, Simonne                 | Francie                      | Master Player     | 2006        | [ 130 ] |
| Mauresmová, Amélie                  | Francie                      | Recent Player     | 2015        | [ 131 ] |
| McEnroe, John                       | Spojené státy                | Recent Player     | 1999        | [ 132 ] |
| McGregor, Kenneth „Ken“             | Austrálie                    | Master Player     | 1999        | [ 133 ] |
| McKane Godfreeová, Kathleen „Kitty“ | Velká Británie               | Master Player     | 1978        | [ 134 ] |
| McKinley, Charles Robert „Chuck“    | Spojené státy                | Recent Player     | 1986        | [ 135 ] |
| McLoughlin, Maurice                 | Spojené státy                | Master Player     | 1957        | [ 136 ] |
| McMillan, Frew                      | Jihoafrická republika        | Recent Player     | 1992        | [ 137 ] |
| McNeill, Don                        | Spojené státy                | Recent Player     | 1965        | [ 138 ] |
| Mooreová, Elisabeth                 | Spojené státy                | Master Player     | 1971        | [ 139 ] |
| Mortimer Barrettová, Angela         | Velká Británie               | Master Player     | 1993        | [ 140 ] |
| Mulloy, Gardnar                     | Spojené státy                | Recent Player     | 1972        | [ 141 ] |
| Murray, R. Lindley                  | Spojené státy                | Master Player     | 1958        | [ 142 ] |
| Năstase, Ilie                       | Rumunsko                     | Recent Player     | 1991        | [ 143 ] |
| Navrátilová, Martina                | Československo/Spojené státy | Recent Player     | 2000        | [ 144 ] |
| Newcombe, John                      | Austrálie                    | Recent Player     | 1986        | [ 145 ] |
| Noah, Yannick                       | Francie                      | Recent Player     | 2005        | [ 146 ] |
| Novotná, Jana                       | Československo/Česko         | Recent Player     | 2005        | [ 147 ] |
| Nüsslein, Hans                      | Německo                      | Master Player     | 2006        | [ 148 ] |
| Nuthall Shoemakerová, Betty         | Velká Británie               | Master Player     | 1977        | [ 149 ] |
| Olmedo, Alex                        | Peru/Spojené státy           | Master Player     | 1987        | [ 150 ] |
| Orantes, Manuel                     | Španělsko                    | Master Player     | 2012        | [ 151 ] |
| Osborne duPontová, Margaret         | Spojené státy                | Recent Player     | 1967        | [ 152 ] |
| Osuna, Rafael                       | Mexiko                       | Recent Player     | 1979        | [ 153 ] |
| Paes, Leander                       | Indie                        | Recent Player     | 2024        | [ 154 ] |
| Palfreyová Danzigová, Sarah         | Spojené státy                | Recent Player     | 1963        | [ 155 ] |
| Parker, Frank                       | Spojené státy                | Recent Player     | 1966        | [ 156 ] |
| Patterson, Gerald                   | Austrálie                    | Master Player     | 1989        | [ 157 ] |
| Patty, John Edward „Budge“          | Spojené státy                | Recent Player     | 1977        | [ 158 ] |
| Roosevelt Pell, Theodore            | Spojené státy                | Master Player     | 1966        | [ 159 ] |
| Perry, Frederick „Fred“             | Velká Británie               | Master Player     | 1975        | [ 160 ] |
| Pettitt, Tom                        | Velká Británie               | Master Player     | 1982        | [ 161 ] |
| Pierceová, Mary                     | Francie                      | Recent Player     | 2019        | [ 110 ] |
| Pietrangeli, Nicola                 | Itálie                       | Recent Player     | 1986        | [ 162 ] |
| Quist, Adrian                       | Austrálie                    | Master Player     | 1984        | [ 163 ] |
| Rafter, Patrick „Pat“               | Austrálie                    | Recent Player     | 2006        | [ 164 ] |
| Ralston, Dennis                     | Spojené státy                | Recent Player     | 1987        | [ 165 ] |
| Renshaw, Ernest                     | Velká Británie               | Master Player     | 1983        | [ 166 ] |
| Renshaw, William                    | Velká Británie               | Master Player     | 1983        | [ 167 ] |
| Richards, Vincent                   | Spojené státy                | Master Player     | 1961        | [ 168 ] |
| Richeyová, Nancy                    | Spojené státy                | Master Player     | 2003        | [ 169 ] |
| Riggs, Robert „Bobby“               | Spojené státy                | Recent Player     | 1967        | [ 170 ] |
| Roche, Anthony „Tony“               | Austrálie                    | Recent Player     | 1986        | [ 171 ] |
| Roddick, Andy                       | Spojené státy                | Recent Player     | 2017        | [ 172 ] |
| Rooseveltová, Ellen                 | Spojené státy                | Master Player     | 1975        | [ 173 ] |
| Rose, Mervyn                        | Austrálie                    | Master Player     | 2001        | [ 174 ] |
| Rosewall, Kenneth „Ken“             | Austrálie                    | Recent Player     | 1980        | [ 175 ] |
| Round Littleová, Dorothy            | Velká Británie               | Master Player     | 1986        | [ 176 ] |
| Ryanová, Elizabeth                  | Spojené státy                | Master Player     | 1972        | [ 177 ] |
| Sabatini, Gabriela                  | Argentina                    | Recent Player     | 2006        | [ 178 ] |
| Safin, Marat                        | Rusko                        | Recent Player     | 2016        | [ 179 ] |
| Sampras, Pete                       | Spojené státy                | Recent Player     | 2007        | [ 180 ] |
| Sánchez Vicariová, Arantxa          | Španělsko                    | Recent Player     | 2007        | [ 181 ] |
| Santana, Manuel                     | Španělsko                    | Recent Player     | 1984        | [ 182 ] |
| Savitt, Richard „Dick“              | Spojené státy                | Recent Player     | 1976        | [ 183 ] |
| Schroeder, Frederick „Ted“          | Spojené státy                | Recent Player     | 1966        | [ 184 ] |
| Searsová, Eleonora                  | Spojené státy                | Master Player     | 1968        | [ 185 ] |
| Sears, Richard                      | Spojené státy                | Master Player     | 1955        | [ 186 ] |
| Sedgman, Frank                      | Austrálie                    | Master Player     | 1979        | [ 187 ] |
| Segura, Pancho                      | Spojené státy                | Master Player     | 1984        | [ 188 ] |
| Seixas, Elias Victor „Vic“          | Spojené státy                | Recent Player     | 1971        | [ 189 ] |
| Selešová, Monika                    | Jugoslávie/Spojené státy     | Recent Player     | 2009        | [ 190 ] |
| Shields, Frank                      | Spojené státy                | Recent Player     | 1964        | [ 191 ] |
| Shriverová, Pamela „Pam“            | Spojené státy                | Recent Player     | 2002        | [ 192 ] |
| Slocum, Henry                       | Spojené státy                | Master Player     | 1955        | [ 193 ] |
| Smith, Stanley „Stan“               | Spojené státy                | Recent Player     | 1987        | [ 194 ] |
| Smith Courtová, Margaret            | Austrálie                    | Recent Player     | 1979        | [ 195 ] |
| Snow, Randy                         | Spojené státy                | Wheelchair Tennis | 2012        | [ 196 ] |
| Stich, Michael                      | Německo                      | Recent Player     | 2018        | [ 197 ] |
| Stolle, Frederick „Fred“            | Austrálie                    | Recent Player     | 1985        | [ 198 ] |
| Suková, Helena                      | Československo/Česko         | Recent Player     | 2018        | [ 199 ] |
| Sutton Bundyová, May                | Spojené státy                | Master Player     | 1956        | [ 200 ] |
| Talbert, William „Bill“             | Spojené státy                | Master Player     | 1967        | [ 201 ] |
| Tilden, William „Bill“              | Spojené státy                | Recent Player     | 1959        | [ 202 ] |
| Townsend Toulminová, Bertha         | Spojené státy                | Master Player     | 1974        | [ 203 ] |
| Trabert, Anthony „Tony“             | Spojené státy                | Recent Player     | 1970        | [ 204 ] |
| Turner Bowreyová, Lesley            | Austrálie                    | Master Player     | 1997        | [ 205 ] |
| Van Ryn, John                       | Spojené státy                | Master Player     | 1963        | [ 206 ] |
| Vandierendoncková, Chantal          | Nizozemsko                   | Wheelchair Tennis | 2014        | [ 207 ] |
| Vergeerová, Esther                  | Nizozemsko                   | Wheelchair Tennis | 2023        | [ 208 ] |
| Vilas, Guillermo                    | Argentina                    | Recent Player     | 1991        | [ 209 ] |
| Vines, Henry Ellsworth              | Spojené státy                | Master Player     | 1962        | [ 210 ] |
| von Cramm, Gottfried                | Německo                      | Master Player     | 1977        | [ 211 ] |
| Wadeová, Virginia                   | Velká Británie               | Recent Player     | 1989        | [ 212 ] |
| Wagnerová, Marie                    | Spojené státy                | Master Player     | 1969        | [ 213 ] |
| Ward, Holcombe                      | Spojené státy                | Master Player     | 1956        | [ 214 ] |
| Washburn, Watson                    | Spojené státy                | Master Player     | 1965        | [ 215 ] |
| Whitman, Malcolm                    | Spojené státy                | Master Player     | 1955        | [ 216 ] |
| Wilander, Mats                      | Švédsko                      | Recent Player     | 2002        | [ 217 ] |
| Wilding, Anthony „Tony“             | Nový Zéland                  | Master Player     | 1978        | [ 218 ] |
| Williams, Richard                   | Spojené státy                | Master Player     | 1957        | [ 219 ] |
| Wills Moody Roarková, Helen         | Spojené státy                | Master Player     | 1959        | [ 220 ] |
| Wood, Sidney                        | Spojené státy                | Recent Player     | 1964        | [ 221 ] |
| Woodbridge, Todd                    | Austrálie                    | Recent Player     | 2010        | [ 222 ] |
| Woodforde, Mark                     | Austrálie                    | Recent Player     | 2010        | [ 223 ] |
| Wrenn, Robert „Bob“                 | Spojené státy                | Master Player     | 1955        | [ 224 ] |
| Wright, Beals                       | Spojené státy                | Master Player     | 1956        | [ 225 ] |
| Wynne Boltonová, Nancye             | Austrálie                    | Master Player     | 2006        | [ 226 ] |
| Zverevová, Natalja „Nataša“         | Bělorusko                    | Recent Player     | 2010        | [ 227 ] |